# Leptomyrmex unicolor
Leptomyrmex unicolor is een mierensoort uit de onderfamilie van de Dolichoderinae. De wetenschappelijke naam van de soort is voor het eerst geldig gepubliceerd in 1895 door Carlo Emery.
De soort werd ontdekt door de Italiaanse naturalist en etnograaf Giovanni Podenzana in Queensland, Australië.